# Tony Esposito (muzyk)
Antonio „Tony” Esposito (ur. 15 lipca 1950 w Neapolu) – włoski muzyk, piosenkarz, autor tekstów i perkusista.
Zasłynął w Europie hitem jednego sezonu w roku 1984 pt. „Kalimba de Luna” z albumu Il grande esploratore. Utwór ten doczekał się również podobnej wersji w wykonaniu Boney M.
W roku 1987 jego singel „Papa Chico” zajmował przez pięć tygodni drugie miejsce na holenderskiej liście przebojów.

## Dyskografia
- Rosso napoletano (1975)
- Processione sul mare (1976)
- Procession of the Heirophants (1976)
- Gente distratta (1977)
- La banda del sole (1978)
- Tamburo (1982)
- Il grande esploratore (1984)
- As tu as (1985)
- Papa Chico (1985)
- Tony Esposito (1987)
- Tony Esposito (anthology, 1997)
- Villaggio globale (1990)
- Tropico (1996)
- Viaggio tribale (2003)